# Jorge Rivero
Jorge Rivero, pseudonimo di Jorge Pous Rosas (Città del Messico, 15 giugno 1938), è un attore messicano.

## Biografia
Inizia a lavorare come attore negli anni sessanta; da allora ha interpretato oltre 120 film, sia in America che in Europa.

## Filmografia parziale
- Soldato blu (Soldier Blue), regia di Ralph Nelson (1970)
- Rio Lobo, regia di Howard Hawks (1970)
- Malocchio, regia di Mario Siciliano (1975)
- Gli ultimi giganti (The Last Hard Men), regia di Andrew V. McLaglen (1976)
- Manaos, regia di Alberto Vázquez-Figueroa (1979)
- Priest of Love, regia di Christopher Miles (1981)
- Conquest, regia di Lucio Fulci (1983)
- Macchina per uccidere 2 (Goma-2), regia di José Antonio de la Loma (1984)